# Dunkler Lichtnelken-Kapselspanner
Der Dunkle Lichtnelken-Kapselspanner (Perizoma affinitata) ist ein Schmetterling (Nachtfalter) aus der Familie der Spanner (Geometridae). Der Artname leitet sich von dem lateinischen Wort affinitas mit der Bedeutung „Verwandtschaft“ ab und bezieht sich auf die in der Systematik folgende sehr ähnliche Art (Perizoma alchemillata).

## Merkmale

### Falter
Die Falter erreichen eine Flügelspannweite von 21 bis 30 Millimetern. Farblich unterscheiden sich die Geschlechter nicht, jedoch sind die Weibchen etwas größer als die Männchen. Die Grundfarbe der Vorderflügeloberseite ist dunkel graubraun. In der  Postdiskalregion verläuft eine weißliche Querbinde, die durch eine dunkle Querlinie geteilt und stark gewellt ist. Die Wellenlinie ist am  Vorderrand deutlich und verläuft Richtung  Innenwinkel abgeschwächt und teilweise unterbrochen. Die Hinterflügeloberseite ist weißgrau gefärbt, am Saum verdunkelt.

### Raupe
Ausgewachsene Raupen sind kurz und gedrungen, wirken glasig und haben eine gelbweiße bis hell rosagelbe Farbe sowie schwarze Stigmen. Die Kopfkapsel, der durch eine helle Linie geteilte Nackenschild und die Analplatte sind glänzend schwarzbraun.

## Ähnliche Arten
Mit einer Flügelspannweite von 15 bis 24 Millimetern ist der Hohlzahn-Kapselspanner (Perizoma alchemillata) im Durchschnitt kleiner und unterscheidet sich außerdem durch die meist etwas schmalere weißliche Querbinde, die stärker gezackt ist als bei Perizoma affimiata. Ein weiteres Unterscheidungsmerkmal ist die dunkelgraue Hinterflügeloberseite bei Perizoma alchemillata.

## Verbreitung und Vorkommen

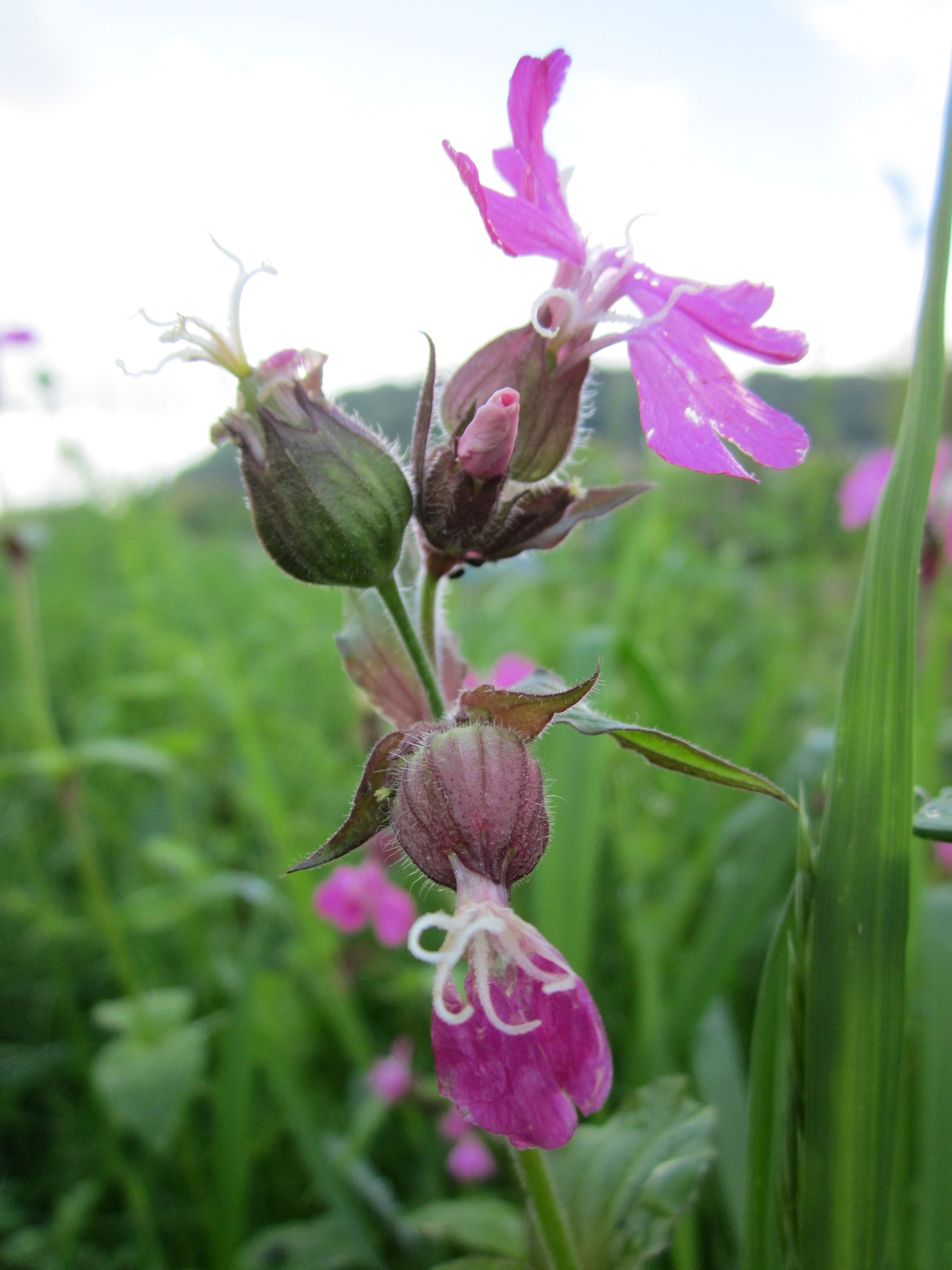
Blüte und Kapsel der Roten Lichtnelke, die Nahrung der Raupen

Das Verbreitungsgebiet des Dunklen Lichtnelken-Kapselspanners erstreckt sich durch Europa bis in die Mitte Russlands. Die Art fehlt im Süden der Iberischen Halbinsel, Italiens und Griechenlands sowie auf Island. Sie besiedelt bevorzugt Auwälder, Wald- und Wegränder, Bergwiesen, feuchte Hänge, schattige Bachtäler sowie Ufergebiete und steigt in den Alpen bis auf 2000 Meter.

## Lebensweise
Der Dunkle Lichtnelken-Kapselspanner bildet in den meisten Vorkommensgebieten nur eine Generation im Jahr, deren Falter von April bis Juli fliegen. Zuweilen wurden Exemplare noch im August und September gefunden, die möglicherweise einer zweiten Generation entstammen. Die Falter sind dämmerungs- und nachtaktiv und besuchen künstliche Lichtquellen. Nahrungspflanze der Raupen ist die Rote Lichtnelke (Silene dioica). Bei Zuchten werden auch andere Leimkräuterarten angenommen (Silene). Die Raupen leben während ihrer gesamten Entwicklung in den Samenkapseln. Bereits verlassene Kapseln fallen durch Löcher an den Seiten auf. Die noch spät im Jahr besetzten Kapseln sind leicht daran zu erkennen, dass sie noch vollständig mit Samen gefüllt sind, da die Raupe mit einem losen Gespinst das Ausstreuen verhindern. Die Art überwintert als Puppe in einem lockeren Gespinst am Boden und überliegt gelegentlich zweimal.